# Tölzer Patent
Als Tölzer Patent wird der Beschluss der Oberländer vom 19. Dezember 1705 bezeichnet, sich am Aufstand gegen die kaiserliche Besatzung zu beteiligen. Im Tölzer Patent wird behauptet, dass die in München lebenden kurfürstlichen Prinzen nach Österreich entführt werden sollten. Dies versuchte Matthias Ägidius Fuchs durch ein gefälschtes Schreiben zu belegen. Fuchs behauptete auch, dass Kurfürst Max Emanuel den Aufstand unterstützen würde.